# Willem Briedé
Willem Hendrik Benjamin Briedé (* 1903 in Amsterdam; † 1. Januar 1962 in Ratingen) war ein niederländischer Kollaborateur in der Zeit des Zweiten Weltkriegs. Er  war Mitglied der Kolonne Henneicke, die Jagd auf Juden machte.

## Biographie
Willem Briedé besuchte die Mittelschule, die er ohne Abschluss verließ, und arbeitete als Buchhalter im Amsterdamer Schlachthof. Nach eigenen Angaben verstand er etwas „von Buchhaltung und modernen Sprachen“. 1934 trat er in die nationalsozialistische Bewegung NSB ein. Am 1. April 1942 wurde er als Personalchef der „Hausraterfassungsstelle“ in Amsterdam eingestellt, zu einem Monatsgehalt von 290 Gulden, einer zu jener Zeit stattliche Summe. Die „Hausraterfassungsstelle“ stand unter Aufsicht der Zentralstelle für jüdische Auswanderung in Amsterdam und war dem Einsatzstab Reichsleiter Rosenberg unterstellt. Sie inventarisierte und beschlagnahmte jüdischen Hausrat, der für die Einrichtung und Instandsetzung von Verwaltungen, Büros und Wohnungen für Angestellte – unter anderem im Rheinland – benötigt wurde. Briedé wurde beauftragt, einmal im Monat bei der „Plünderbank“ Lippmann, Rosenthal & Co. Sarphatistraat (LiRo) einen Koffer mit Geld abzuholen, um die Gehälter auszuzahlen. Hintergrund war das Prinzip, dass die Verfolgung der Juden „kostenneutral“ erfolgen sollte und diese daher auf Umwegen ihre eigene Vernichtung finanzierten. Nach acht Monaten wurde er Leiter der „Hausratserfassungsstelle“ und sein Monatsgehalt auf 390 Gulden erhöht.
Ab März 1943 hatten die Mitarbeiter der „Kolonne Henneicke“, eine Unterabteilung der „Hausratserfassungstelle“, der nun auch Briedé angehörte, zudem untergetauchte Juden aufzuspüren, festzunehmen und in dem ehemaligen Theater und jetzigen Sammelstelle Hollandsche Schouwburg abzuliefern. Pro Jude war von den Deutschen ein Kopfgeld von 7,50 Gulden ausgelobt. Der Historiker Ad van Liempt nennt Briedé und seinen Kollegen Wim Henneicke „zwei Spitzenkräfte im letzten Kapitel der Judendeportationen in den Niederlanden“, wobei Henneicke mehr für den „operativen“ Teil der „Arbeit“ zuständig war und Briedé für Organisation und Verwaltung. Henneicke führte etwa penibel Buch darüber, dass vom 4. März bis 12. Mai Prämien für 6770 „verhaftete“ Juden und vom 13. Mai bis 8. Juni für 757 „verhaftete“ Juden ausgezahlt wurden; im August und September erfolgten 723 Verhaftungen. Von März bis Oktober 1943 stöberte die Kolonne insgesamt 8000 bis 9000 jüdische Menschen auf, von denen die meisten in Konzentrationslagern ums Leben kamen.
Briedé nahm aber auch aktiv an Razzien und Verhaftungen teil. Ein Zeuge berichtete später, dass er bei seiner Verhaftung von Briedé beschimpft wurde. Dieser habe offensichtlich gewusst, wo die Wertsachen versteckt waren, so dass es sich offensichtlich um eine Denunziation handelte. Auf die Frage, wer der Verräter sei, habe Briedé freimütig den Namen des Denunzianten genannt, weil er (der Zeuge) „ja sowieso vergast werden würde und nicht mehr reden könne“.
Am 1. Oktober 1944 wurde die Kolonne aufgelöst, weil sie zum einen ihren Zweck erfüllt hatte – es gab in Amsterdam fast keine Juden mehr und es wurde für „judenrein“ erklärt – und weil zum anderen Vorwürfe von Unterschlagung, Bestechung und Übergriffen gegen weibliche Häftlinge im Raum standen.
Anschließend war Briedé noch einige Zeit für den Sicherheitsdienst (SD) in Velp tätig. Offiziell schied er am 11. November 1944 aus dem SD aus, und er setzte sich mit seiner deutschen Frau Maria und seiner 14-jährigen Tochter nach Deutschland ab. Die Miete der mit wertvollen Möbeln (aus ehemals jüdischem Besitz) ausgestatteten Wohnung wurde noch einige Monate weiterbezahlt. Wenige Wochen nach Kriegsende starb die Ehefrau von Briedé.
Am 29. April 1949 wurde gegen Willem Briedé in Abwesenheit der Prozess in den Niederlanden eröffnet, und es wurde die Todesstrafe über ihn verhängt. In der Urteilsbegründung hieß es, dass er intensiv bei der Durchführung verbrecherischer Maßnahmen zur Deportation und Ausrottung von Juden mitgearbeitet habe und „nicht einmal davor zurückgeschreckt ist, persönlich mehrmals kleine jüdische Kinder ihren ärgsten Feinden auszuliefern“. Ungeklärt blieb im Prozess der Verbleib von 100.000 Gulden aus jüdischem Besitz, die Briedé beschlagnahmt hatte. Die Todesstrafe gegen ihn konnte niemals vollstreckt werden, da Briedé für die niederländische Justiz unauffindbar blieb. Zuletzt lebte er in Lintorf bei Ratingen, offensichtlich in der Nähe von Verwandten seiner verstorbenen Frau. Zeitweise arbeitete er bei einer Spedition in Düsseldorf. 1962 starb Briedé an einer Leberzirrhose in einem Krankenhaus in Ratingen.